# 학교 수영복

학교 수영복과 수영모를 착용한 캐릭터(남자용은 박스형, 여자용은 경영)

학교 수영복(일본어: スクール水着 스쿠루미즈기[*])은 일본의 초등학교, 중학교, 고등학교에서 체육 시간의 수영 수업용으로 쓰는 수영복을 가리키는 속칭이다. 간단히 줄여서 스쿨미즈 또는 스쿠미즈(일본어: スク水 스쿠미즈[*])라고 부르기도 하지만 이른바 인터넷 은어이기 때문에 일반적으로는 정착되지 않았다.
수영 경기용 수영복과 비교하면, 약간 활동성이 부족한 편이다. 색상은 푸른색 내지는 검은색이 많으며, 물색이나 초록색, 붉은색, 하얀색을 채택하는 경우도 많다.

## 개요
제2차 세계 대전 후 새로운 학교 제도가 들어서면서 학습지도요령이 정해졌고, 초중고교 체육 및 보건 체육 수업 내용으로 수영이 사실상의 필수 과목으로 되었다.  이에 따른 시판의 수영복는 학교 수업으로 수영에 이용하기 위해서는 반드시 형상, 기능 등에서 적절하지 않기 때문에 당시의 공식 경기에 이용되고 있는 수영복을 참고해서 학교 수업에서 이용에 적합한 형상, 기능을 가진 수영복의 제정이 추진되고, 제조 업체의 미묘한 차이는 있지만 전국에서 거의 공통의 형상, 기능을 가진 것이 "학교 지정 수영복"로서 정착했다.
정착해감에 따라 "학교 지정", "학습용"이란 의미에서 "학교 수영복"의 호칭이 발생하고 속어라고 정착되었다. 학교 수영복은 단기간밖에 수업을 하지 않거나 전혀 수업을 하지 않는 홋카이도를 제외한 거의 전국에서 채용되고 있다. 각 학교가 브랜드, 디자인, 색 등을 지정하는 "지정 수영복"이 있는 학교와 각 학교가 정한 브랜드 디자인, 색 등의 최저 조건 범위 내에서 각자 시판의 학교 수영복을 자유롭게 고르는 학교가 있다.
어른용의 학교 수영복도 제작・발매되고 있다.

## 종류

### 남자용 수영복

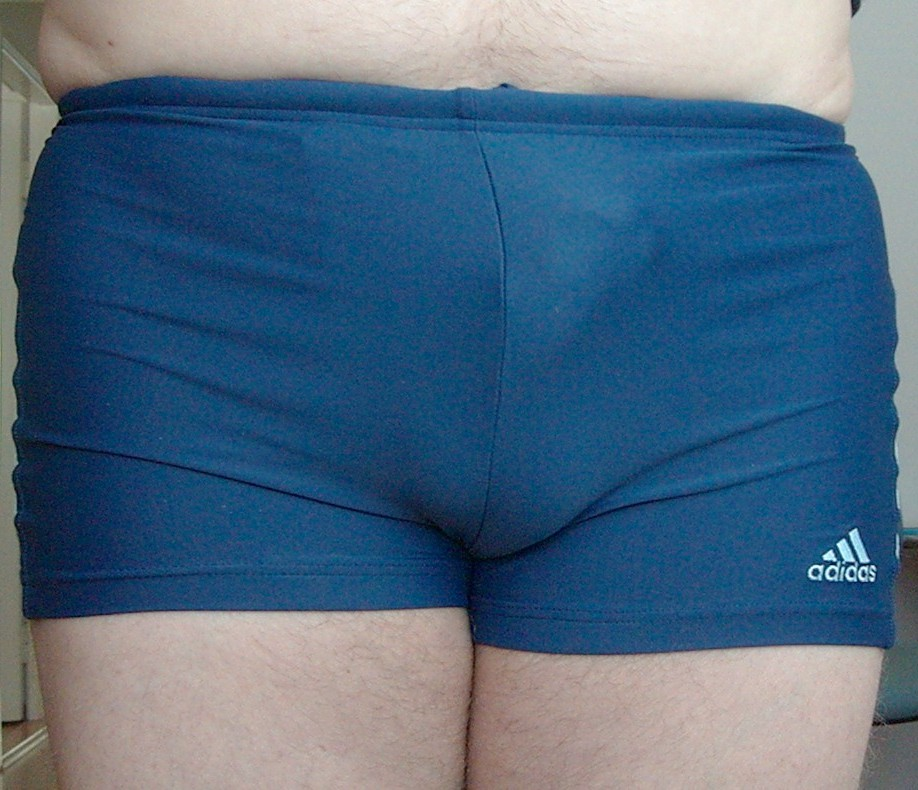
남자용 수영복 박스형

하의만으로 이루어져 있다. 주로 팬티형이나 반바지형이 쓰인다.

### 여자용 수영복

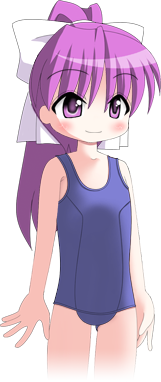
여자용 수영복 구형

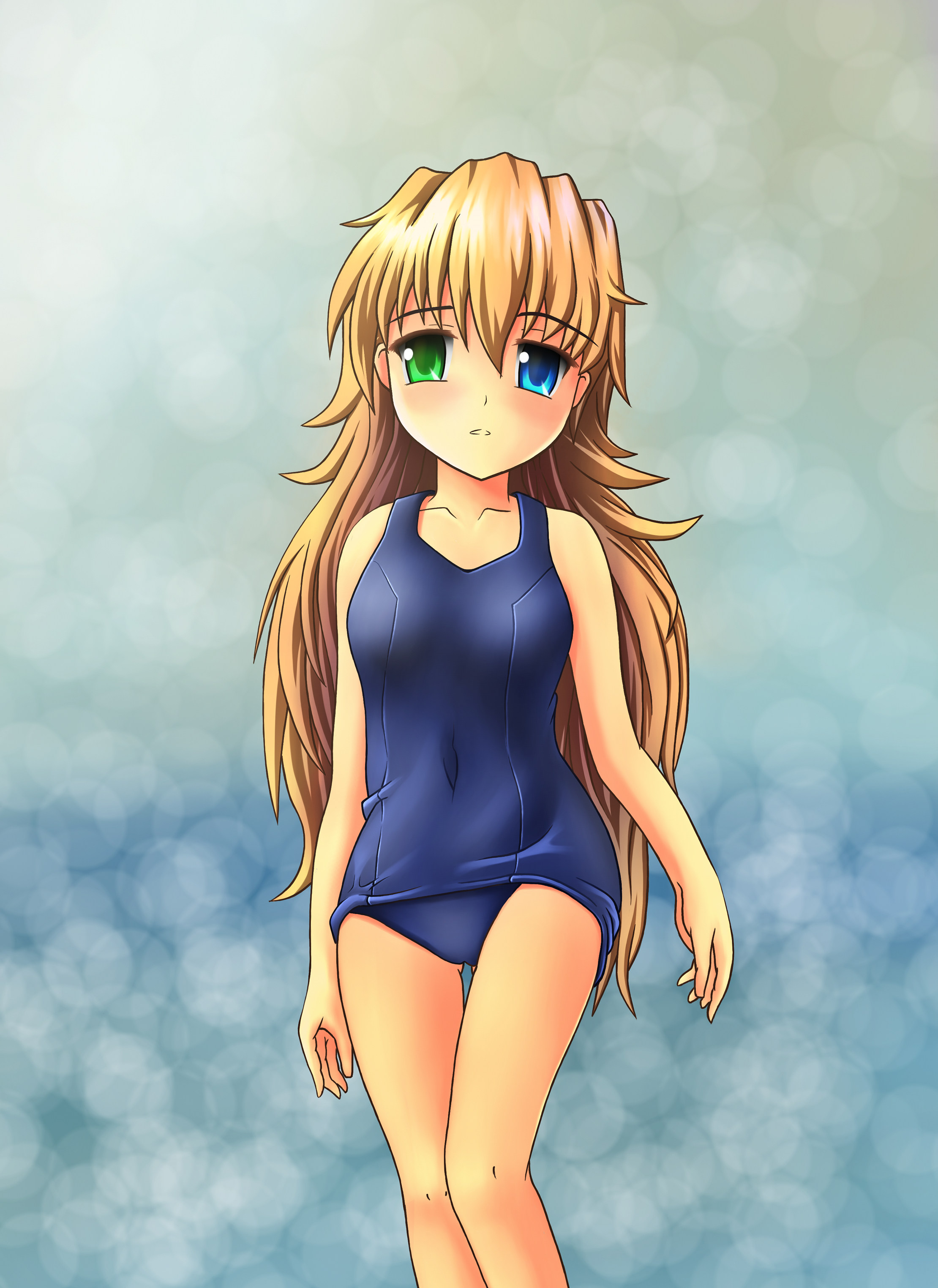
"구형"의 전면
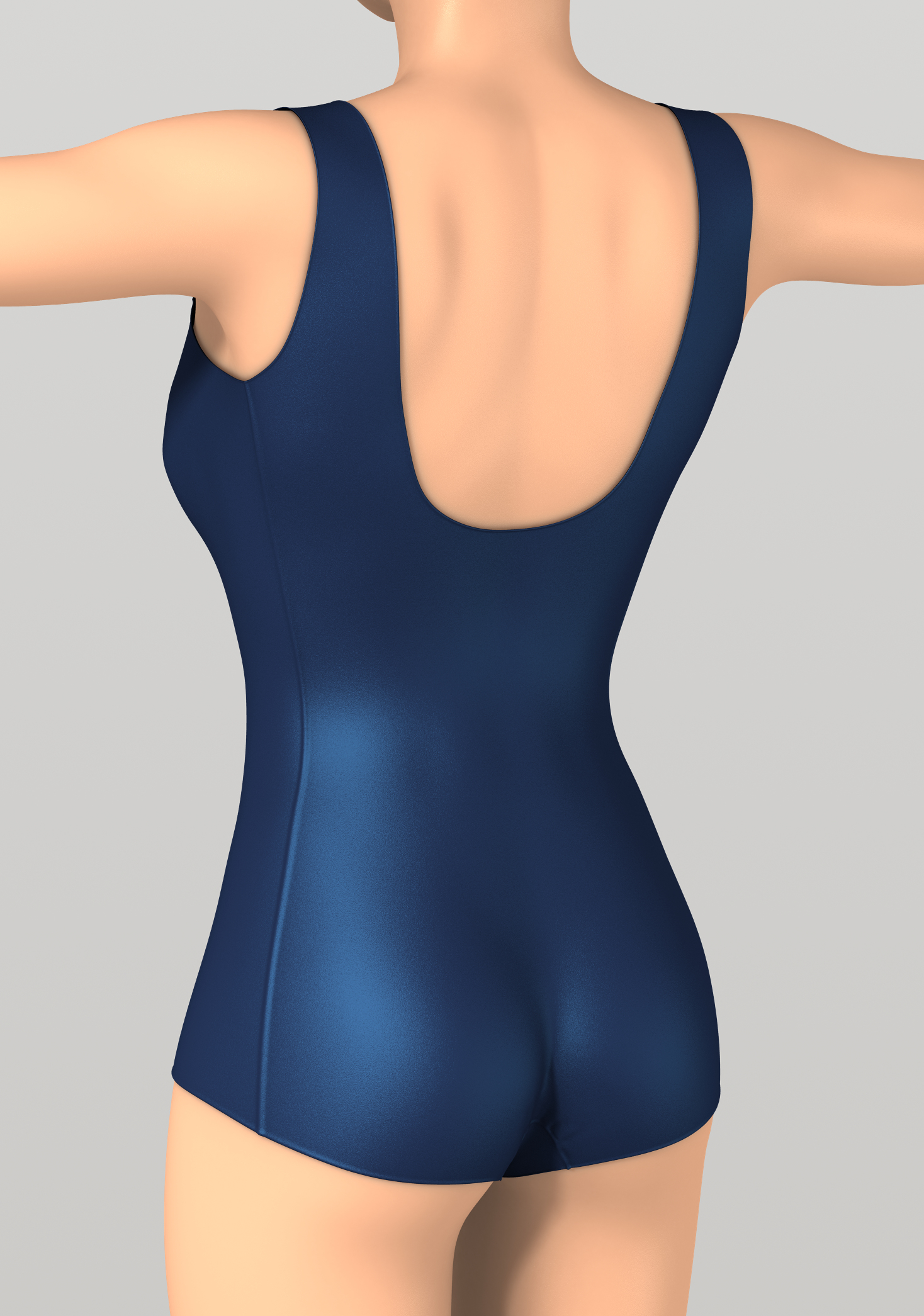
"구형"의 뒷면
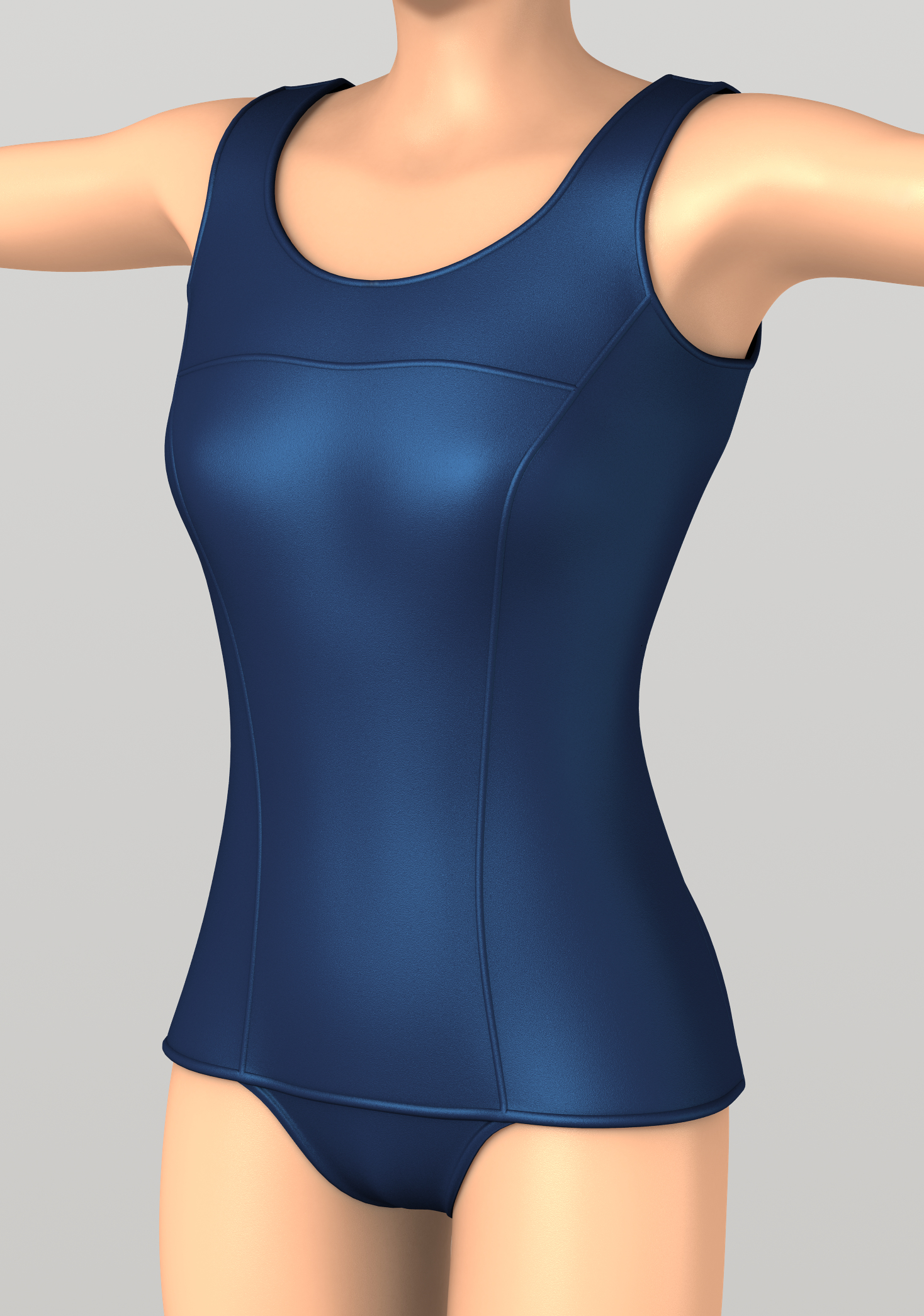
"구구형"의 전면
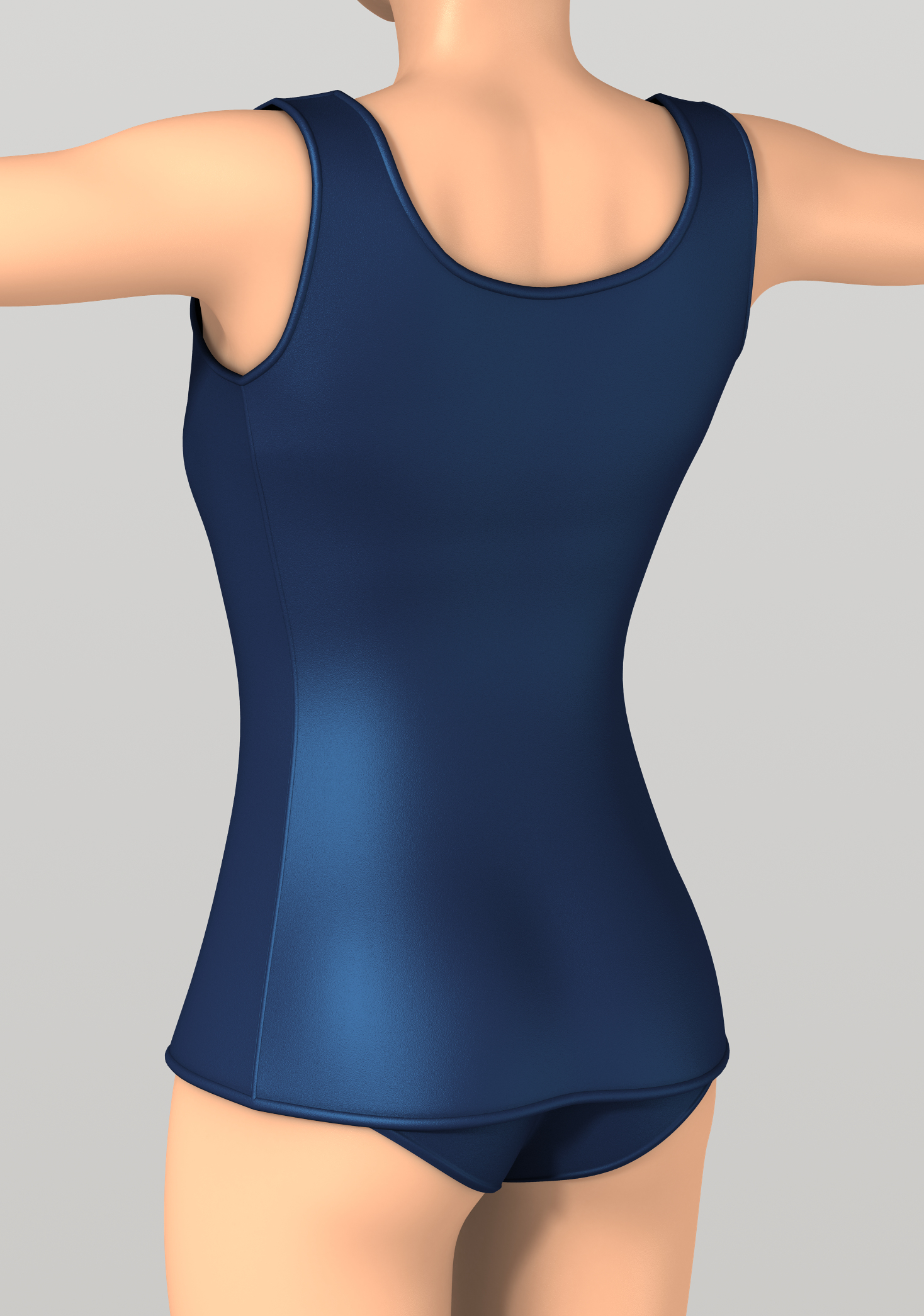
"구구형"의 뒷면
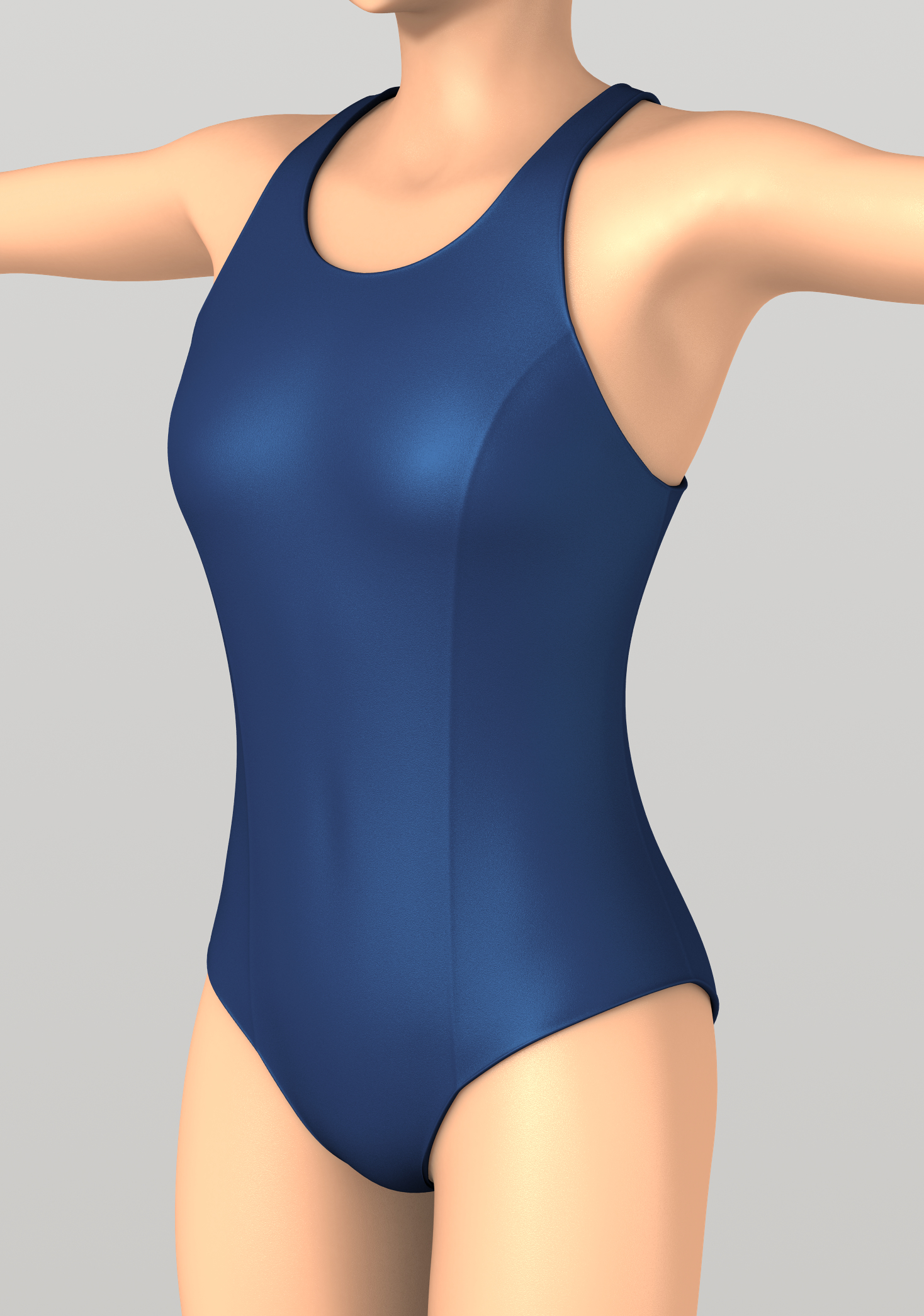
"신형"의 전면
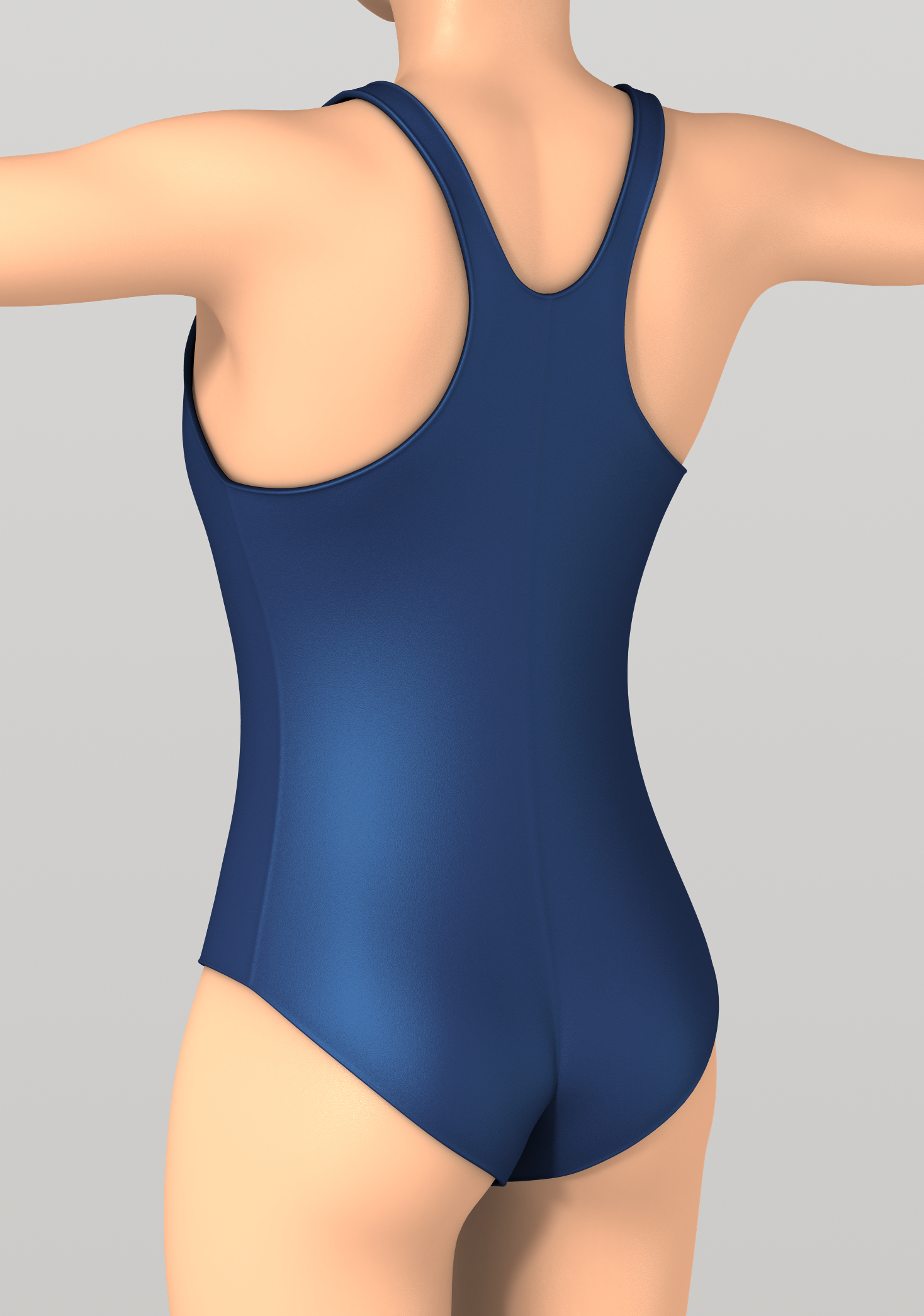
"신형"의 뒷면

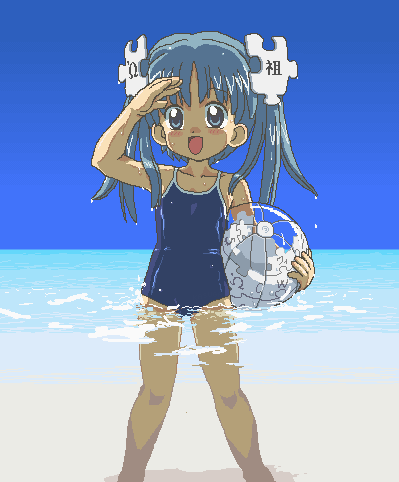
학교 수영복을 입은 위키페탄

기본 형상은 상의과 하의가 일체로 된 원피스형이면서, 년대가 지나면서 모델 체인지가 되고 있다. 여자용과 마찬가지로 기본은 검은 단색이지만, 그것 뿐만 아니라 여러 가지 색이 사용되고 있다. 또한 어른도 타겟으로 한 학교 수영복도 발매하고 있다.

#### 구구형
"구구형"은 두 벌의 옷으로 구성되어있는데 윗부분은 스커트나 셔츠와 비슷하고 아랫부분은 어깨에 내려오는 블루머와 비슷하다.  두 부분은 완전히는 아니지만 안쪽에 꿰메어있으므로 어깨 높이 정도까지 뒤집을 수 있다. 우발적인 노출을 방지하기 위해 앞면의 안감은 하단 부분에 연결되어있다. 그래서 하부를 따로 떼어낼 수 없다. 구형과의 가장 명확한 시각적 구별 특징은 엉덩이 부분이다. 구형은 하단의 솔기가 뒤에서 오는 부분이 음부를 덮는 부분에 직접 결합되어있으며, 어느 방향에서 보든 스커트 형태를 띠고 있다.

#### 구형
구형은 원피스로 구성되어 있으며, 음부를 가리는 부분이 앞쪽으로 오는 상의를 둘러싸는 천으로 덮이는 형태다. 배꼽 부근에 구멍이 생기는데, 앞이 치마처럼 튀어나와 있어 스커트형이라고 불리기도 한다. 이 수영복은 왼쪽과 오른쪽에 꿰매어 있다. 신축성때문에 신체 크기에 유연하게 적응하고 내수성을 줄이기 위해 가슴에서 흘러들어오는 물은 배꼽 근처의 틈을 통해 다시 빠져나갈 수 있다. 엉덩이 부분에 거구로 된 모양의 'U'자 모양의 또 다른 솔기가 있어서 윗부분에 눈에 띄는 주름이 생긴다. 어깨끈은 어깨에서 좌우로 위쪽으로 뻗어 있어 등 상당 부분이 덮혀 있지 않는다. 이것은 솔기를 조절해서 어깨 끈의 길이를 변경할 수 있다는 이점을 주었다. 이 디자인은 그 동안 학생들이 성장할 것이라는 가정 하에 만들어졌다.

#### 신형
1985년경 나온 '신형'은 '스커트 모양'을 제거해 일반 원피스처럼 보이게 했다. 이런 이유로 스트레이트형이리고 불리기도 한다. 다만 앞부분의 솔기는 그대로 유지하고 어깨끈의 형태를 수정하여 뒤쪽이 'Y'자 형태로 바뀌었다. 어깨끈의 형태도 수정하여 뒷면이 'Y'자 형태로 디자인 되었다.  어깨 하중의 방향이 바뀌어 어깨끈이 더 이상 쉽게 미끄러지지 않고 팔이 더 자유롭게 된다. 개선된 소재 덕분에 더 신축성이 있고 약간 얇아지며 표면이 더 부드러워져 착용감이 향상되었다.

#### 경영
"신형"과 거의 같은 시대에 나온 "경영"은 허리 높이에서 시작하는 형태다. 전면에 세로 솔기가 없으며 더 얇은 소재로 제작되었으며 수영복 본체와 구분되는, 일반적으로 흰색인 훨씬 좁은 어깨끈이 있다.

#### 스패츠형
"스패츠형"은 다리가 하나 있다는 점에서 스패츠와 비슷하다 .